# Filme de autor
Filme de autor, filme autoral ou cinema de autor é uma expressão usada para descrever os filmes de um diretor de cinema ou de um roteirista que refletem sua personalidade artística. Este termo procura, antes de tudo, ligar a obra de um cineasta aos temas preferidos e à coerência de um estilo inovador e singular. É, no entanto, um conceito subjetivo para o qual qual não existe uma definição rigorosa. Film d'auteur é frequentemente usado junto de "Cinéma d'art et d'essai" ou cinema de pesquisa.

## Origem
A noção de cinema de autor nasceu na França na década de 1950, quando críticos influenciados pelas teorias de Louis Delluc, Alexandre Astruc e André Bazin, que constituíram a subsequente Nouvelle Vague - notadamente François Truffaut - realizaram seu desejo de um cinema que rompia com o academicismo de seus antepassados (por exemplo Jean Delannoy e Claude Autant-Lara) e era inspirado por cineastas americanos como Alfred Hitchcock, Howard Hawks e John Ford. Em um artigo do Cahiers du Cinéma de 1955 em que evoca Ali Baba de Jacques Becker, Truffaut define o conceito teórico de "politique des auteurs" que consiste em estudar um filme como continuação das escolhas estéticas de um cineasta e não como uma obra inteiramente à parte, atribuível a um gênero ou história precisa. Consequentemente, ser um auteur significa que o diretor tem total autoridade sobre seus filmes. Ele supera as restrições técnicas para definir seu próprio estilo. O auteur é, portanto, segundo Truffaut, aquele que imprime em suas obras temas originais que só pertencem a ele e a nenhum outro. Esse conceito, dominante no discurso crítico francês desde os anos 1960, faz do diretor o único criador em detrimento do roteirista ou co-roteirista, produtor e equipe técnica. Essa visão é contestada e vista como rejeitada desde os anos 1990, notadamente pelo crítico franco-americano Noël Burch, que a considera muito limitada e focada exclusivamente na forma.
Na Alemanha, o cinema de autor é representado especialmente pelo movimento do Novo Cinema Alemão (Rainer Werner Fassbinder, Werner Herzog, Wim Wenders etc.). Segundo eles, o diretor deve imprimir sua visão e seu estilo em sua obra, da mesma forma que um escritor da área da literatura: como a metáfora da "caneta-câmera". O filme deve, portanto, ser considerado como a obra de um autor, ao invés de um simples produto de entretenimento fabricado pela "fábrica dos sonhos" de Hollywood. O termo "auteur" é usado hoje em inglês para designar diretores que têm um estilo próprio ou uma visão distinta.
No Reino Unido, a ideia do filme de autor nasceu também na década de 1950 com os cineastas-críticos da crítica Sequence, admiradores da obra de Jean Vigo e Jacques Prévert e próximos dos "Rapazes Furiosos". Karel Reisz, Lindsay Anderson e Tony Richardson, fundadores do Cinema Livre, defendem a refundação de um cinema que rompa com a obra convencional da maioria das produções britânicas. As produções daí derivadas pretendem ser mais autênticas, singulares e ancoradas numa determinada realidade social. Quando o Cinema Livre foi lançado em 1956, Reisz declarou: “Trabalhamos fora do quadro habitual da indústria e temos em comum preocupações sociais que procuramos expressar nos nossos filmes”. O auteur é, portanto, um criador independente marcado por seu compromisso e por sua aguda visão da sociedade.
Na Europa Oriental, alguns jovens autores, reconhecidos na esfera internacional por seu estilo inovador ou pela precisão de sua observação social, começaram a surgir na década de 1960 com o apaziguamento temporário da governança em alguns estados comunistas e o relativo afrouxamento dos comitês de censura (Novo Onda da Tchecoslováquia, Novo Cinema Polonês etc.)
Nos Estados Unidos, no final da década de 1960, os cineastas da nova geração se reconheceram no conceito de autor tal como definido por Truffaut e lucraram com a crise financeira dos grandes estúdios para assumir o poder e se colocarem no centro da concepção e produção de filmes, posição da qual antes haviam sido privados. Os diretores da Nova Hollywood então reivindicam autoridade total sobre as obras cinematográficas das quais moldaram o ponto de vista artístico. Eles tentaram, dessa forma, afirmar a coerência de seu estilo.
Na Dinamarca, na década de 1990, um processo radical de redefinição do filme de autor foi empreendido pelos criadores de Dogme95.

## Definição
O gênero a que pertence o cinema de autor implica um certo controle do cineasta sobre o seu filme do ponto de vista artístico e dramático, considerando principalmente que um filme só pode ser um filme de autor se o diretor detém o controle da edição final (o famoso corte final). Para muitos críticos, um autor se reconhece antes de tudo em seu universo pessoal. A assinatura do autor é instantânea e é reconhecida, por exemplo, no tipo de história ou personagens preferidos, na escolha de atores recorrentes ou nas opções estéticas repetidas de um filme para outro (luz, quadros, design de som, transições, movimentos de câmera etc.) Um auteur permanece fiel a si mesmo, mas pode levar seu trabalho a novas direções. Uma visão simplificada do cinema autoral tende a considerar que o diretor deve ser também o roteirista, sem o qual não poderia reivindicar a paternidade completa de sua obra. Segundo outra definição restritiva, um filme de autor deve ser imperativamente um filme independente, experimental ou de difícil acesso, e produzido fora do sistema de estúdios e obras encomendadas. Ele se oporia aos filmes "Cinéma de Genre", ou "filmes de gênero", que usam uma estrutura codificada e obedecem às normas de exploração comercial. Esta concepção de cinema de autor pode, no entanto, parecer paradoxal, uma vez que certos cineastas qualificados como auteurs filmaram alguns filmes de gênero, por exemplo, filmes de ficção científica (Alphaville de Jean-Luc Godard, Fahrenheit 451 de François Truffaut) ou filmes de detetive (Police por Maurice Pialat). Observe que esses autores muitas vezes tiveram sucesso e foram financiados ou distribuídos por grandes nomes como Gaumont for Truffaut, Godard, Pialat e André Téchiné.

## Uso atual
Nos meios de comunicação do grande público, o cinema de autor opõe-se frequentemente ao "cinema comercial", sendo o primeiro considerado exigente, intelectual, elitista e com orçamento reduzido, enquanto o segundo se destina ao grande público ou afirma ser familiar, divertido e é produzido com meios significativos. Para alguns críticos, o conceito de cinema de autor assume um valor qualitativo e torna-se um rótulo. Por outro lado, para alguns espectadores, filme de autor evoca um tipo de filme austero e entediante.

## Críticos
O termo "autorisme" (autorismo) é às vezes usado, notadamente por Noël Burch, para qualificar o conjunto do que ele julga ser o declínio dos filmes de autor (especialmente franceses): atitudes falsamente exigentes, clichês e tiques visuais ligados a um modernismo, um hermetismo e um formalismo preguiçoso, desdenhando abertamente do roteiro Em sua edição de dezembro de 2012, Les Cahiers du cinéma propõe um certo número de medidas para contrariar as "dez falhas" do cinema autoral contemporâneo que enumera e define (culto do mestre, seriedade de um padre, atores intercambiáveis, não cenas de montagem etc.).

## Festivais Relacionados
Certos festivais são especializados em filmes de autoria. O Festival International du Film Francophone de Namur (FIFF) reserva sua seleção a filmes de autor do mundo francófono. O festival internacional de film d'auteur de Rabat procura, entretanto, destacar os auteurs independentes. Além disso, os maiores festivais internacionais de cinema, como Cannes, Veneza, Berlim, Locarno e San Sebastian, não escondem a intenção de valorizar, por meio de suas seleções, o cinema d'auteur, o cinema d'art et d'essai e filme de pesquisa.